# Abbaye de Wherwell
L'abbaye de Wherwell est une ancienne abbaye bénédictine située à Wherwell, dans le Hampshire, en Angleterre.

## Histoire
L'abbaye de Wherwell est fondée vers 986 par Ælfthryth, la mère du roi Æthelred le Malavisé, qui semble s'y être retirée vers la fin de sa vie. Après sa mort, son fils confirme par une charte de 1002 les privilèges de la communauté de Wherwell, et notamment le droit des religieuses d'élire elles-mêmes leur abbesse,.
L'abbaye disparaît en 1539, dans le cadre de la Dissolution des monastères ordonnée par le roi Henri VIII.